# FBA 23
Dimensions
Le FBA 23 est un hydravion commercial, produit à un seul exemplaire en France par le constructeur aéronautique Franco-British Aviation Company (FBA) pour la compagnie aérienne Air Union.